# Проект X: Дорвались
«Проект X: Дорвались» (англ. Project X) —  американская молодёжная комедия, основанная на реальных событиях, режиссёра Нимы Нуризаде и продюсера Тодда Филлипса по сценарию Майкла Бэколла и Мэтта Дрейка. Фильм повествует о трех друзьях — Томасе, Косте и Джей Би, которые пытаются обрести популярность, устроив вечеринку, план которой быстро выходит из-под их контроля. Также в главных ролях Кирби Блисс Блэнтон, Дакс Флэйм, Брэди Хендер, Ник Нервис, Алексис Кнапп и Майлз Теллер.
Название  изначально было заглушкой для окончательного названия, но интерес, вызванный секретным названием, сохранил его на месте. Для поиска новых лиц был проведен общенациональный открытый кастинг. Большинство актеров были отобраны по результатам этого кастинга, но несколько человек с предыдущими актерскими работами, такие как Манн, были приняты после нескольких прослушиваний. Съемки проходили на съемочных площадках в Лос-Анджелесе в течение пяти недель с бюджетом в 12 миллионов долларов США. Фильм представлен как домашнее кино с точки зрения посетителя, использующего камеру для документирования событий вечера. Фильм основан на реальных событиях, произошедших в Мельбурне в 2008 году и получивших известность на весь мир. Тогда 16-летний подросток Кори Уортингтон в отсутствие родителей устроил вечеринку, которая собрала по меньшей мере несколько сотен человек. Приглашение на неё подросток разместил на сайте бесплатных объявлений. Веселье окончилось массовыми беспорядками, прибытием полицейских с собаками и даже вызовом военного вертолёта. Слоган данного фильма: «Вечеринка, о которой ты даже не мечтал».
«Проект X: Дорвались» был выпущен в кинотеатрах в Соединенных Штатах 2 марта 2012 года и собрал 102 миллиона долларов по всему миру во время своего театрального проката. Критика сосредоточилась на «отвратительном» поведении главных героев и пренебрежении к последствиям употребления наркотиков. Другие обзоры посчитали его забавным и захватывающим и приравняли его к современному воплощению «Зверинца». После его выхода организаторы различных масштабных вечеринок либо ссылались, либо использовали фильм в качестве вдохновения, а некоторые вечеринки были напрямую названы в честь фильма.

## Сюжет
В мае 2011 года в Южной Пасадене двое учеников старших классов Коста и Джей Би решили устроить вечеринку для своего друга Томаса в честь его дня рождения. Родители Томаса уехали на выходные и оставили его одного дома, велели ему не приводить домой много людей и не трогать отцовский Мерседес. Томас не хотел проводить вечеринку у себя дома, боясь, что его родители обо всём узнают, но его друг Коста не стал слушаться Томаса и продолжал придерживаться своего плана. Парень по имени Дэкс снимает всё происходящее на камеру. Коста отправил всей школе смс про вечеринку у Томаса, в то время Томас пригласил самую привлекательную девушку в школе.
Томас, Коста, Джей Би и Дэкс отправляются за покупкой марихуаны на минивэне (который ему подарила в честь дня рождения мама) к одному торговцу наркотиками по прозвищу Tи-Рик. Пока Tи-Рик ходил за травкой, Коста крадёт у него фарфорового гнома, дабы сделать его символом предстоящей вечеринки. Tи-Рик, обнаружив пропажу гнома, погнался за ними, но те смогли уехать. Наступила ночь, и должна была начаться вечеринка, но никто не пришёл, Томас стал волноваться, что вечеринка не удастся, но вдруг на вечеринку приходит большое количество людей. Томас первоначально пытается ограничить толпу задним двором у бассейна, но народ продолжает прибывать на вечеринку, и гулянка выплёскивается в сам дом и на проезжую часть. Организаторы теряют контроль над происходящим. Томас спрашивает у Косты, кому он говорил про вечеринку. Коста отвечает, что разместил объявления на сайте Craigslist и объявил о предстоящей вечеринке на местном радио, боясь, что никто не придёт.
Во время веселья актёр Майлз Теллер разбивает символ вечеринки, фарфорового гнома, и в нём обнаруживается большое количество таблеток экстази, которые быстро расхватывает толпа. В полицию поступает множество жалоб на шум. На место прибывают патрульные, но толпа замолкает, убедив тем самым полицейских, что вечеринка закончилась. Но после ухода полиции всё продолжается. Томас, напившись, целует свою давнюю подругу Кирби и говорит ей, что любит её. Алексис на протяжении всей вечеринки пытается соблазнить Томаса, и ей удаётся затащить его в спальню, где она раздевается и начинает его целовать. Они ложатся на постель, и в этот момент в комнату входит Кирби. Застав парочку голыми, Кирби обиделась и убежала, Томас пытается её догнать и объясниться. Тем временем карлик заезжает на отцовской машине Томаса в бассейн, мстя таким образом за то, что ребята засунули его в духовку.
Возвращается полиция и очень сильно удивляется количеству гостей, они просят всех мирно разойтись, но толпа начинает закидывать полицию бутылками из-под выпивки, и полицейские зовут подмогу. Прилетает телевизионный вертолёт и транслирует всё происходящее в прямом эфире. На подмогу полиции прибывает отряд спецназа, который закидывает толпу дымовыми и свето-шумовыми гранатами. Внезапно на вечеринку заявляется Ти-Рик, вооружённый огнемётом, пытаясь вернуть своего гнома. В поисках Косты он начинает поджигать деревья и машины, заставляя гостей бежать с вечеринки. Спецназ стреляет по нему резиновыми пулями, но они не пробивают броню, поэтому спецназ переходит на боевое оружие и попадает в баллоны, которые взрываются от повреждений, при этом поджигая всё вокруг. Томас, Коста, Джей Би и Дэкс убегают вместе с остальной толпой, так как дом Томаса загорелся, а огонь распространяется на окрестности.
К утру друзья расходятся по домам. Родители, вернувшись домой после многих звонков от разозлённых соседей, узнают о происшествии. Отец Томаса очень зол. Он стоит с сыном возле бассейна, из которого вытаскивают его любимую машину, и говорит Томасу, что его ждало чудесное будущее в колледже, но теперь все деньги, отложенные на его колледж, пойдут на покрытие нанесённого ущерба. Отец спрашивает: «И разве стоила одна ночь всего этого?», но сын отвечает, что провёл ночь бесподобно. Потом он успокаивается и спрашивает Томаса о количестве людей, побывавших на вечеринке, на что Томас отвечает: «Не знаю, может тысячи полторы или даже две». Отец говорит Томасу: «Не думал, что ты на такое способен, я всегда думал, что ты неудачник».
Томас приезжает в школу на сгоревшем минивэне, где его встречают Коста, Джей Би и Дэкс. В этот момент выясняется, что у Дэкса пропали родители, а живёт он один. Они заходят в школу и ученики встречают их бурными овациями, Томас видит Кирби, но она ухмыляется и уходит, он догоняет её и просит прощения. Кирби прощает его.
В выпуске телевизионных новостей рассказывают о дальнейшей судьбе героев, где в интервью телеканалу на вопрос: «Не хотите ли вы извиниться?» Коста просит ведущую надеть что-нибудь облегающее и приглашает её на следующую вечеринку.

## В ролях
| Актёр                 | Роль                   |
| --------------------- | ---------------------- |
| Томас Манн            | Томас Каб              |
| Оливер Купер          | Коста                  |
| Джонатан Дэниел Браун | Джей Би                |
| Дэкс Флэйм            | Дэкс оператор          |
| Кирби Блисс Блэнтон   | Кирби подруга Томаса   |
| Брейди Хендер         | Эверетт охранник       |
| Ник Нервис            | Тайлер охранник        |
| Алексис Кнапп         | Алексис                |
| Майлз Теллер          | Майлз                  |
| Питер Маккензи        | мистер Каб отец Томаса |
| Кэйтлин Далани        | миссис Каб мать Томаса |
| Роб Эворс             | Роб сосед Томаса       |
| Рик Шапиро            | Ти-Рик наркодилер      |
| Мартин Клебба         | разъярённый карлик     |
| Пит Гарднер           | отец на вечеринке      |
| Брендан Миллер        | Брендан                |
| Джимми Киммел         | репортёр (камео)       |
| Джиллиан Рейнольдс    | репортёр (камео)       |

## Премьера
Мировая премьера фильма состоялась в Китайском театре Граумана 29 февраля 2012 года. Ранее предполагалось, что премьера состоится в ноябре 2011 года, однако дата была перенесена на март 2012 года. В широкий прокат лента вышла 1 марта 2012 года в Австралии, Нидерландах, Новой Зеландии. 2 марта 2012 года в широкий прокат вышел в США, Великобритании, Ирландии и Канаде. Премьера в России состоялась 2 апреля 2012 года.
Фильм стал самым скачиваемым с торрент-трекеров в 2012 году с приблизительно 8,7 миллионами загрузок.

## Прием

### Театральная касса
Кассовые сборы фильма в мире составляют $102 731 865, из них в России $3 351 273. Картина набрала в России 506,3 тыс. зрителей. Предназначено для зрителей старше 18 лет. За пределами Северной Америки фильм имел самые успешные выходные в прокате во Франции ($3,8 млн), Австралии ($1,3 млн) и Германии ($1,2 млн). Эти страны также принесли ему самые большие общие сборы: $15 млн во Франции, $4,4 млн в Австралии и $4,3 млн в Германии.

### Критический ответ
Отзывы о фильме «Проект X» были смешанными и в основном отрицательными. На сайте Rotten Tomatoes фильм имеет рейтинг одобрения 28 % на основе 141 обзора со средней оценкой 4,4/10. Критический консенсус сайта гласит: «Неоригинальный, несмешной и в целом непривлекательный, „Проект X“ копает глубины жанров подросткового кино и найденных кадров для 87 минут предсказуемо подлого разврата». На Metacritic фильм получил средневзвешенный балл 48 из 100 на основе 25 рецензий, что указывает на «смешанные или средние отзывы». Зрители, опрошенные CinemaScore, дали фильму среднюю оценку «B» по шкале от A+ до F, при этом молодые мужчины оценили его выше всех (A), а мужчины в целом поставили оценку выше (B+), чем женщины (C+).
Основная критика была сосредоточена на предполагаемом женоненавистническом и подлом поведении персонажей, а также на пренебрежении последствиями употребления наркотиков. Крис Хьюитт из Empire дал фильму одну звезду из пяти и назвал центральных персонажей, сыгранных Манном, Купером и Брауном, «совершенно неприятными». Он охарактеризовал их как «нераскаявшихся, нигилистичных, подлых, продажных, животных, алчных, лишённых обаяния, титулованных суб-Кардашьян — потрясающе безответственных негодяев». Хьюитт завершил обзор заявлением, что фильм является «возможно худшим за последние 20 лет» и «безусловно худшей комедией за это время».
Тодд Маккарти из The Hollywood Reporter также был критичен и назвал фильм «мрачно гнетущей и угрюмо несмешной эксплуатацией подростков», однако отметил, что он может заинтересовать часть целевой аудитории — старшеклассников и студентов — несмотря на то что вызывает возмущение и отвращение у более взрослой аудитории. Клаудия Пуиг из USA Today отметила плохое обращение с женскими персонажами и охарактеризовала фильм как «отвратительный женоненавистнический продукт с безликими толпами и отсутствием хоть одного настоящего персонажа». Аналогичное мнение выразила Мелисса Андерсон из The Village Voice: по её мнению, фильм пропагандирует «тупой гедонизм без последствий» и является проявлением «второй натуры женоненавистничества», где единственная цель мужских персонажей — «кайфовать и трахать женщин».
Робби Коллин из The Telegraph назвал фильм «вычурно отвратительным на всех уровнях» и раскритиковал трёх главных героев за то, что они ядовито неприятны; по его словам, комедийные шутки между ними выглядят как издевательство. Роберт Абеле из The Los Angeles Times охарактеризовал главную троицу как «ошеломляюще предсказуемую», а сам фильм — как неоригинальный с трусливо-свинским отношением к поощрению социально неприемлемого поведения, которое кажется скорее непристойным, чем захватывающим.
Нил Генцлингер из The New York Times отметил забавный сценарий и умелый монтаж фильма, которые потенциально могли сделать его «Зверинцем поколения iPhone». Оуэн Глейберман из Entertainment Weekly похвалил картину за обновление клише тематических фильмов 1970–1980-х годов, сделав их достаточно опасными для ностальгии с оттенком непослушания. Однако он отметил, что фильм не предлагает ничего более возмутительного, чем настоящие вечеринки; при этом Глейберман обвинил негативные отзывы в том, что они выполняют роль строгих родителей из новостных репортажей 1950-х годов об опасностях рок-н-ролла.
Джошуа Роткопф из Time Out дал фильму четыре звезды из пяти: он назвал его «безмозглым», но отметил захватывающую анархию событий. Питер Трэверс из Rolling Stone похвалил картину как «смешную до слёз», которая обращается к низовой молодежи с призывом напиться и выйти из себя; он также отметил оригинальный взгляд фильма на жанр «Зверинца». Трэверс особо выделил игру Манна как превосходную, однако раскритиковал режиссуру Нуризаде как катастрофическую.

### Культурное влияние
После выхода фильма «Проект X» многие вечеринки были вдохновлены его сюжетом.
9 марта 2012 года в Фармингтон-Хиллз, штат Мичиган, старшеклассник Майки Васовски опубликовал приглашение на вечеринку в Twitter, которое быстро распространилось среди пользователей и даже было размещено на Craigslist. Вечеринка, названная «Проект М», должна была пройти в конфискованном доме. К 9 утра потенциальные участники начали прибывать на место, но к 11 утра вечеринка была официально отменена после того, как полиция начала выводить людей из помещения. За свои рекламные навыки Васовски получил предложение о летней стажировке в Gawker Media.
13 марта 2012 года были предприняты попытки провести две отдельные вечеринки: одна в Мирамаре, Флорида, и другая в Хьюстоне, Техас. В Мирамаре организатор был арестован и обвинен в нанесении ущерба в размере 19 000 долларов еще до начала вечеринки. Полиция отказала 2000 подростков, которые приблизились к дому, не зная об отмене мероприятия. В Хьюстоне 13 подростков были арестованы после успешного проведения вечеринки, которая привела к ущербу пустому дому на сумму до 100 000 долларов. При допросе подростки заявили, что были вдохновлены фильмом. Вторая вечеринка в Хьюстоне привлекла от 500 до 1000 гостей и закончилась трагедией: один из участников начал стрелять из пистолета, когда полиция попыталась разогнать мероприятие.
21 сентября 2012 года вечеринка в небольшом голландском городе Харен вышла из-под контроля после приглашения в Facebook. В новостных сообщениях упоминалось о связи с американским фильмом «Проект X», и некоторые гуляки были одеты в футболки с надписью «Проект X Харен». Ущерб от вечеринки был оценен более чем в €1 миллион ($1,32 миллиона).
В том же году в Пилар Партидо провинции Буэнос-Айрес, Аргентина, прошла вечеринка под названием Proyecto X («Проект X» на испанском языке), на которой присутствовало около 4500 подростков, которым продавали алкоголь.
В 2014 году в округе Мекоста, штат Мичиган, прошла вечеринка под названием «Проект R», которая привлекла более 2000 человек в уединенный фермерский дом. На мероприятии были наняты танцовщицы гоу-гоу и два диджея. Десятки участников были доставлены в местные больницы после передозировки наркотиков и алкоголя; также поступило сообщение о сексуальном насилии. Полиция из семи агентств решила управлять ситуацией из периметра из-за риска того, что сотни пьяных водителей скроются с места происшествия. Трое предполагаемых организаторов рейва были официально обвинены.
16 августа 2014 года в мексиканском штате Халиско в городе Сапопан вечеринка под названием La Fiesta de los 4 mil вышла из-под контроля после того, как молодой человек по имени Алехандро Чассин Годой создал мероприятие на Facebook. Через несколько дней количество гостей достигло 6799 человек; шесть человек получили ранения, а 281 были арестованы. По данным полиции Гвадалахары, у гостей было оружие и было изъято 462 грамма марихуаны.
Дебютный студийный альбом рэпера Кена Карсона под названием Project X был назван в честь фильма; его обложка отсылает к рекламным материалам картины.
В эссе для Metrograph за 2021 год кинокритик Ник Пинкертон восхвалял «Проект X», называя его «подлинным культовым объектом» и отмечая: «Безумные фарисеи из коррумпированного критического комментатора пытались убить его однажды, как они делают со всем, что угрожает их чувству власти, но он все еще бушует после того, как полиция убралась».

## Номинации
Оливер Купер был номинирован на 2 награды MTV Movie Awards 2012. А также был номинирован саундтрек к фильму исполнителя Kid Cudi с треком «Pursuit of Happiness» (Steve Aoki Remix).
| Год  | Награда               | Номинация              | Претендент                                           | Результат |
| ---- | --------------------- | ---------------------- | ---------------------------------------------------- | --------- |
| 2012 | MTV Movie Awards 2012 | Лучшая комедийная роль | Оливер Купер                                         | Номинация |
| 2012 | MTV Movie Awards 2012 | Лучший злодей          | Оливер Купер                                         | Номинация |
| 2012 | MTV Movie Awards 2012 | Лучший саундтрек       | Kid Cudi — «Pursuit of Happiness» (Steve Aoki Remix) | Номинация |